# ジャマル・オタルスルタノフ
ジャマル・オタルスルタノフ（ロシア語: Джамал Отарсултанов、Dzhamal Otarsultanov、1987年4月14日 -）は、ロシア連邦・ダゲスタン共和国出身のレスリング選手。2012年ロンドン五輪レスリングフリースタイル55kg級金メダリスト。